# Tanduay Distillers, Inc.
Tanduay distillers is een Filipijnse producent van sterkedrank en marktleider voor wat betreft rum in de Filipijnen. De lange geschiedenis van het bedrijf begon in 1854, toen Don Joaquin J. Elizalde samen met twee anderen een handelbedrijf startte onder de naam Ynchausti Y Cia. Later trad nog een neef toe, die een distilleerderij in Hagonoy, Bulacan kocht en aan het bedrijf toevoegde. In 1893 vergaarde Elizalde een meerderheidsbelang in het bedrijf en hernoemde het Elizalde & Co. Inc. Vier generaties van de Elizalde familie bouwden het bedrijf uit van een kleine destilleerderij naar de grootste rumproducent van de Filipijnen. In 1988 kwam het bedrijf in handen van Lucio Tan, een van de rijkste mensen van de Filipijnen. In 1999 werd de naam van het bedrijf gewijzigd in Tanduay. 
Tanduay Distillers produceert een grote variëteit aan rums en andere sterkedranken, waaronder:
| - Barcelona Brandy - Boracay Rhum - Cossack Blue - Cossack Vodka - Embassy Whiskey - Gin Kapitan - Jamaica Lime Juice - London Dry Gin | - Planet Rhum - Tanduay ESQ - Tanduay Extra Strong - Tanduay Fruit - Tanduay Ice - Tanduay Light - Tanduay Premium 8 Years | - Tanduay Rhum 5 Years - Tanduay Rhum 65 - Tanduay Rom 8 Años - Tanduay Superior - Tanduay White - Tokyo Rhum - Vivo Blanco |